# Calolepis congesta
Calolepis congesta är en svampart som beskrevs av Syd. 1925. Calolepis congesta ingår i släktet Calolepis och familjen Cookellaceae.   Inga underarter finns listade i Catalogue of Life.